# الإطارات المفتوحة للقراءة
الإطارات المفتوحة للقراءة (بالإنجليزية: Orfeome or Orfome)‏ هو إجمالي الإطارات المفتوحة للقراءة في علم الأحياء، وهو من أهم العناصر الجينية في الجينوم، كما أنها رمز للبروتينات. تُحدد ببرامج حاسوبية مثل قارئ الجينات أو ماسح الجينات. إن خوارزميات الحاسوب أنتجت بواسطة المعلوماتية الحيوية، كما يتم إنتاج الإطارات المفتوحة للقراءة بواسطة برامج الحاسوب، إذ أنها بطبيعتها هي نتائج التنبؤ، بالإضافة إلى أنها تعريف المعلوماتية الحيوية. يتم الانتهاء من الجينوم كجين بواسطة خوارزميات الحاسوب، ومن جهة أخرى فإن البروتيوم الموجود في الإطارات المفتوحة للقراءة يَتكون في الغالب من البيانات التجريبية التي تم إنشاؤها بواسطة التقنيات كتقنية مطيافية الكتلة. من الجدير بالذكر أن مصطلح «الإطارات المفتوحة للقراءة» يعكس اتجاهاً جديداً في علم الأحياء، يُمكن تلخيصه بإيجاز كعلوم الأومكس.